# Batholiet

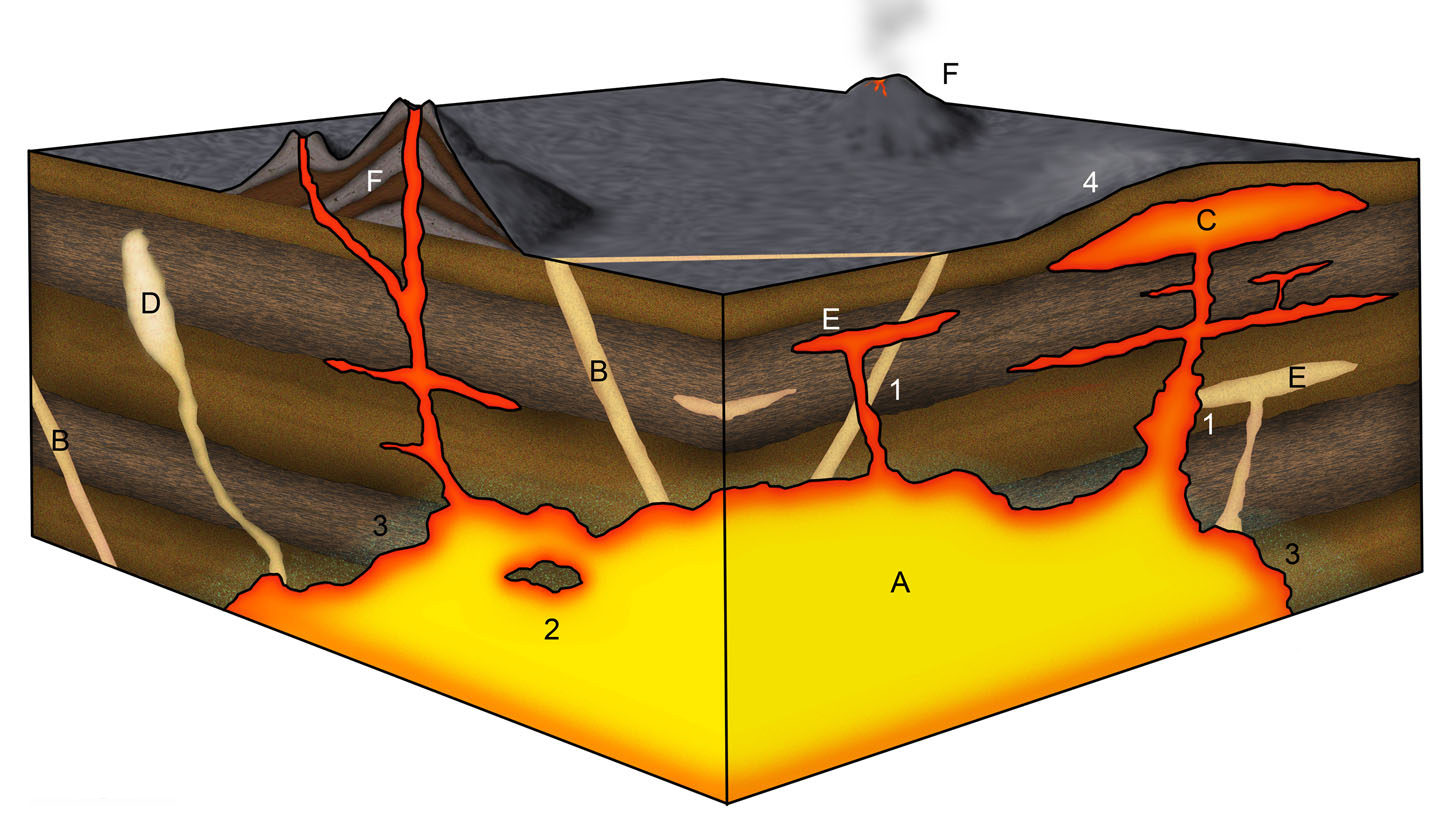
Schematische weergave van intrusielichamen in een gebied waar (felsisch) vulkanisme plaatsvindt. A = batholiet (nog niet gestold: een magmakamer); B = dike; C = laccoliet; D = pegmatiet; E = sill; F = stratovulkaan. Processen in de afbeelding: 1 = jongere intrusie snijdt door een oudere heen; 2 = xenoliet of roof pendant in een magmakamer; 3 = contactmetamorfose; 4 = aardoppervlak wordt opgeheven als gevolg van het ontstaan van een laccoliet.

Een batholiet is een lichaam van intrusief stollingsgesteente dat groter is dan 100 km². Batholieten zijn magmakamers die diep in de aardkorst afkoelden en stolden. Batholieten bestaan bijna altijd uit voornamelijk felsische of intermediaire gesteentesoorten zoals kwartsmonzoniet, graniet of dioriet.
De naam batholiet is afgeleid van de Oudgriekse woorden βάθος, bathos ("diepte") en λίθος, lithos ("gesteente").
Batholieten komen voor op alle plekken waar magma gevormd wordt: onder mid-oceanische ruggen, hotspots, vulkanische bogen, en sommige collisiezones. 
Een bekende batholiet is gelegen vlak bij Tsumeb in Namibië.